# Scorteccia termitarum
Scorteccia termitarum är en spindelart som beskrevs av Lodovico di Caporiacco 1936.
Scorteccia termitarum ingår i släktet Scorteccia och familjen flinkspindlar. Artens utbredningsområde är Libya. Inga underarter finns listade i Catalogue of Life.